# Rollie Fingers
Roland Glen Fingers (Steubenville, 25 agosto 1946) è un ex giocatore di baseball statunitense di ruolo lanciatore nella Major League Baseball (MLB). È stato introdotto nella National Baseball Hall of Fame nel 1992.

## Carriera
Fingers debuttò nella MLB nel 1968 con gli Oakland Athletics. Nel 1971 divenne uno dei lanciatori di rilievo della squadra. La stagione seguente entrò per quattro volte nel quinto inning, mentre le altre dal sesto in poi.  Nel 1973 disputò la sua ultima partita come titolare. Da lì in poi entrò raramente prima del settimo inning nel resto della carriera.
Fingers fu parte della squadra degli Oakland Athletics che vinse tre World Series consecutive nek 1972, '73 e '74. Nell'ultima occasione fu premiato come MVP delle World Series dopo avere ottenuto due salvezze e una vittoria.
Dopo la stagione 1976, Fingers firmò coi San Diego Padres come free agent. Con essi vinse il premio di lanciatore di rilievo dell'anno nel 1977, 1978 e 1980.
Dopo la stagione 1980, l'8 dicembre, i Padres scambiarono Fingers coi St. Louis Cardinals. Pochi giorni dopo, i Cardinals lo scambiarono a loro volta coi Milwaukee Brewers. Nel 1981, Fingers fu premiato come MVP dell'American League e col Cy Young Award. L'anno seguente ottenne 29 salvezze ma fu costretto a lanciare la maggior parte della stagione infortunato e a perdere la prima apparizione dei Brewers alle World Series, dove persero in sette partite con i Cardinals. Costretto a saltare l'intera stagione 1983 per un infortunio alla schiena, disputò le ultime due annate nel 1984 e 1985.
Al termine della carriera, dopo essere stato svincolato dai Brewers, gli fu offerto un contratto da Pete Rose per giocare nei Cincinnati Reds nel 1986, ma il loro proprietario, Marge Schott imponeva a tutti i suoi giocatori di essere ben rasati in viso. Fingers rispose al general manager dei Reds Bill Bergesch: "Potete dire a Marge Schott di tosare il suo San Bernardo e io mi taglierò i baffi".
Fingers fu il secondo lanciatore di rilievo della storia ad essere introdotto nella Baseball Hall of Fame. Nel 1999, The Sporting News lo inserì al 96º posto nella classifica dei migliori cento giocatori di tutti i tempi.

## Palmarès

### Club
- World Series: 3

Oakland Athletics: 1972–1974

### Individuale
- MVP dell'American League: 1

1981
- Cy Young Award: 1

1981
- MVP delle World Series: 1

1974
- MLB All-Star: 7

1973–1976, 1978, 1981, 1982
- Leader della MLB in salvezze: 3

1977, 1978, 1981
- Numero 34 ritirato dagli Oakland Athletics
- Numero 34 ritirato dai Milwaukee Brewers